# Újezd u Sezemic
Újezd u Sezemic (Duits: Augezd, 1939–1945 Aujest) is een Tsjechische gemeente in de regio Pardubice, en maakt deel uit van het district Pardubice.
Újezd u Sezemic telt 120 inwoners.

## Geschiedenis
Újezd is een dorp dat zich op ongeveer 45 minuten rijden van Dříteč en anderhalf uur rijden van Sezemice bevindt. Het dorp ligt op een lichte heuvel en grenst aan de Újezd-vijver. In 1897 werd een districtsweg aangelegd die zich uitstrekt van Bohumileč naar Borek. Tegen het jaar 1900 telde Újezd 39 huizen met 207 inwoners, in 1910 waren er 38 huizen met 216 inwoners, waarvan 186 katholiek waren. Het dorp heeft slechts twee grote boerderijen; de overige gebouwen zijn kleinere huisjes. In het centrum van het dorp bevindt zich een lagere school met twee klaslokalen.
Újezd en Bohumileč werden waarschijnlijk gesticht door de benedictijnen van Opatovice toen deze gebieden nog werden gebruikt als visvijvers. In Újezd stond waarschijnlijk eerst een vissershuisje voor een vijverwachter, dat bekend staat als huisnummer 1 en zich op de heuvel bij de vijver bevindt. In 1588 behoorden de vijvers van Újezd, waarin in dat jaar 1588 vissen werden uitgezet, tot de 56 zogenaamde "broedvijvers" die werden gebruikt voor de viskweek.
In 1588 werden 11 personen uit Újezd verplicht om jaarlijks 35 kippen te leveren. Het afschaffingscontract voor Újezd werd in 1780 ondertekend door Josef Faltys en Matěj Černohorský.
De Pospíšil-handel kan worden beschouwd als een representatief voorbeeld van de huizen in het dorp.
Op 24 april 1884 werden vijf gebouwen met schuren verwoest door een brand, gevolgd door een enkel gebouw in december 1884 en twee andere in augustus 1886 (de Voženílek's en toen de Klapkovo's). De eerste brand werd veroorzaakt door blikseminslag. In 1889 werd opnieuw een gebouw verwoest, gevolgd door een ander in 1892, drie in 1897 en ten slotte werd de kroeg in 1898 getroffen door een blikseminslag. Op de heuvel genaamd "U mlýna" (Hill bij de molen) werd een houten windmolen en een woning (huisnummer 26) gebouwd door Josef Poláček. Ongeveer 30 jaar geleden werd de molen verkocht aan Černilov, gedemonteerd en verwijderd. 
Barchov ·
Bezděkov ·
Borek ·
Brloh ·
Břehy ·
Bukovina nad Labem ·
Bukovina u Přelouče ·
Bukovka ·
Býšť ·
Časy ·
Čeperka ·
Čepí ·
Černá u Bohdanče ·
Dašice ·
Dolany ·
Dolní Roveň ·
Dolní Ředice ·
Dříteč ·
Dubany ·
Hlavečník ·
Holice ·
Holotín ·
Horní Jelení ·
Horní Ředice ·
Hrobice ·
Choltice ·
Choteč ·
Chrtníky ·
Chvaletice ·
Chvojenec ·
Chýšť ·
Jankovice ·
Jaroslav ·
Jedousov ·
Jeníkovice ·
Jezbořice ·
Kasalice ·
Kladruby nad Labem ·
Kojice ·
Kostěnice ·
Křičeň ·
Kunětice ·
Labské Chrčice ·
Lány u Dašic ·
Lázně Bohdaneč ·
Libišany ·
Lipoltice ·
Litošice ·
Malé Výkleky ·
Mikulovice ·
Mokošín ·
Morašice ·
Moravany ·
Němčice ·
Neratov ·
Opatovice nad Labem ·
Ostřešany ·
Ostřetín ·
Pardubice ·
Plch ·
Poběžovice u Holic ·
Poběžovice u Přelouče ·
Podůlšany ·
Pravy ·
Přelouč ·
Přelovice ·
Přepychy ·
Ráby ·
Rohovládova Bělá ·
Rohoznice ·
Rokytno ·
Rybitví ·
Řečany nad Labem ·
Selmice ·
Semín ·
Sezemice ·
Slepotice ·
Sopřeč ·
Sovolusky ·
Spojil ·
Srch ·
Srnojedy ·
Staré Hradiště ·
Staré Jesenčany ·
Staré Ždánice ·
Starý Mateřov ·
Stéblová ·
Stojice ·
Strašov ·
Svinčany ·
Svojšice ·
Tetov ·
Trnávka ·
Trusnov ·
Třebosice ·
Turkovice ·
Uhersko ·
Úhřetická Lhota ·
Újezd u Přelouče ·
Újezd u Sezemic ·
Urbanice ·
Valy ·
Vápno ·
Veliny ·
Veselí ·
Vlčí Habřina ·
Voleč ·
Vysoké Chvojno ·
Vyšehněvice ·
Zdechovice ·
Žáravice ·
Živanice